# 王凱泰
王凱泰（1823年—1875年11月20日），初名敦敏，字幼徇、一字幼軒、一字補帆，號補園主人，江蘇寶應人，清朝政治人物。曾任廣東布政使與福建巡撫等職，卒於官，贈太子少保，諡文勤。

## 生平
王凱泰為道光三十年（1850年）進士。選庶吉士，散馆授編修。咸豐十年（1860年），因母喪歸里。太平军犯江北，文宗命大理寺卿晏端書治江北團練，大學士彭蘊章奏薦王凱泰协助。敘功，累加四品卿銜。同治二年（1863年），入巡撫李鴻章軍幕。同治四年（1865年），经浙江巡撫馬新貽薦調，以道員發浙江，署糧道。曾國籓、李鴻章、馬新貽交章薦舉，同治五年（1866年），擢浙江按察使。次年，遷廣東布政使。同治七年（1868年），擢福建巡撫。同治十三年（1874年）時因沈葆楨奏請移巡駐臺以協理外交之故，他遂在光緒元年（1875年）5月渡臺處理臺灣事務，但後來因積勞而受到瘴癘侵襲，同年10月便返回福州，之後逝世，享年53歲。朝廷追赠太子少保銜，諡「文勤」。

## 著作
著有《致用堂志略》、《致用堂捐藏書目》、《歸園唱和集》、《海上弦歌集》、《嶺南鴻雪集》、《三山同聲集》、《新刻續千家詩》、《訓番俚言》，以及〈臺灣雜詠〉32首與〈續詠〉12首。
王凱泰亦曾擔任過《重纂福建通志》的總裁。

## 家族
- 妻劉氏。
- 兒媳俞氏 (俞樾的長女)。

## 參閲
- 右台仙館筆記（王文勤）

## 延伸阅读
[在维基数据编辑]
 在维基文库阅读此作者作品
 《清史稿/卷433》
 《清史稿/卷426》，出自趙爾巽《清史稿》
| 官衔        | 官衔                  | 官衔          |
| ----------- | --------------------- | ------------- |
| 前任： 何璟 | 福建巡撫 1870－1875年 | 繼任： 丁日昌 |